# Stéphane Bonsergent
Stéphane Bonsergent (Sainte-Gemmes-d'Andigné, Maine i Loira, 3 de setembre de 1977) és un ciclista francès, que va ser professional del 2006 al 2011.

## Palmarès
- 2004
  - 1r a l'Univest Grand Prix
  - 1r al Circuit des plages vendéennes i vencedor d'una etapa
- 2005
  - Vencedor d'una etapa al Tour de Normandia
  - Vencedor d'una etapa al Tour de Bretanya
  - Vencedor d'una etapa als Boucles de la Mayenne
- 2006
  - 1r al Circuit de la Nive
  - Vencedor de 2 etapes al Tour de Faso
- 2007
  - 1r a la Ronda del País Basc
  - 1r als Boucles guégonnaises
- 2008
  - Vencedor d'una etapa a la Tropicale Amissa Bongo